# Cleorodes incerta
Cleorodes incerta är en fjärilsart som beskrevs av Charles E. Rungs 1975. Cleorodes incerta ingår i släktet Cleorodes och familjen mätare. Inga underarter finns listade i Catalogue of Life.